# Glenlochar
 (septembre 2023).
Glenlochar est un village situé dans le Dumfries and Galloway, en Écosse.